# گنگرج کلا
گنگرج کلا، روستایی از توابع دهستان چلاو بخش مرکزی شهرستان آمل در استان مازندران ایران است، که در ۴۰ کیلومتری آمل که مسیر جاده فرعی آن در ۲۰ کیلومتری جاده هراز به سمت آمل واقع می‌باشد. این روستا دارای امام زاده‌ای است به نام امامزاده سیف‌الدین می‌باشد.

## ورزش
همه ساله در این منطقه مسابقات فوتبال تحت عنوان «مسابقات فوتبال گنگرج کلا» برگزار می‌شود.

## جمعیت
این روستا در دهستان چلاو قرار دارد و براساس سرشماری عمومی نفوس و مسکن در سال ۱۳۹۰، جمعیت آن ۵۶۵ نفر بوده‌است.